# Gالینا (آلاسکا)
گالینا (به انگلیسی: Galena) شهری در ناحیه سرشماری یوکان-کویوکوک ایالت آلاسکا است که جمعیت آن در سرشماری سال ۲۰۰۰ میلادی ۶۷۵ نفر بوده‌است.